# 397279 Bloomsburg
397279 Bloomsburg este o planetă minoră (asteroid) din centura de asteroizi. A fost descoperită pe 14 septembrie 2006 la Mauna Kea de Joseph Masiero⁠(d) și a fost numită după Bloomsburg⁠(d). 
Obiectul prezintă o orbită caracterizată de o semiaxă mare de 2,8685736841136 UAi, o excentricitate de 0,08, o înclinație de 14,9 ° în raport cu ecliptica.